# Astrostole platei
Astrostole platei is een zeester uit de familie Asteriidae.
De wetenschappelijke naam van de soort werd in 1896 gepubliceerd door Max Meissner.